# Skagen Fonder

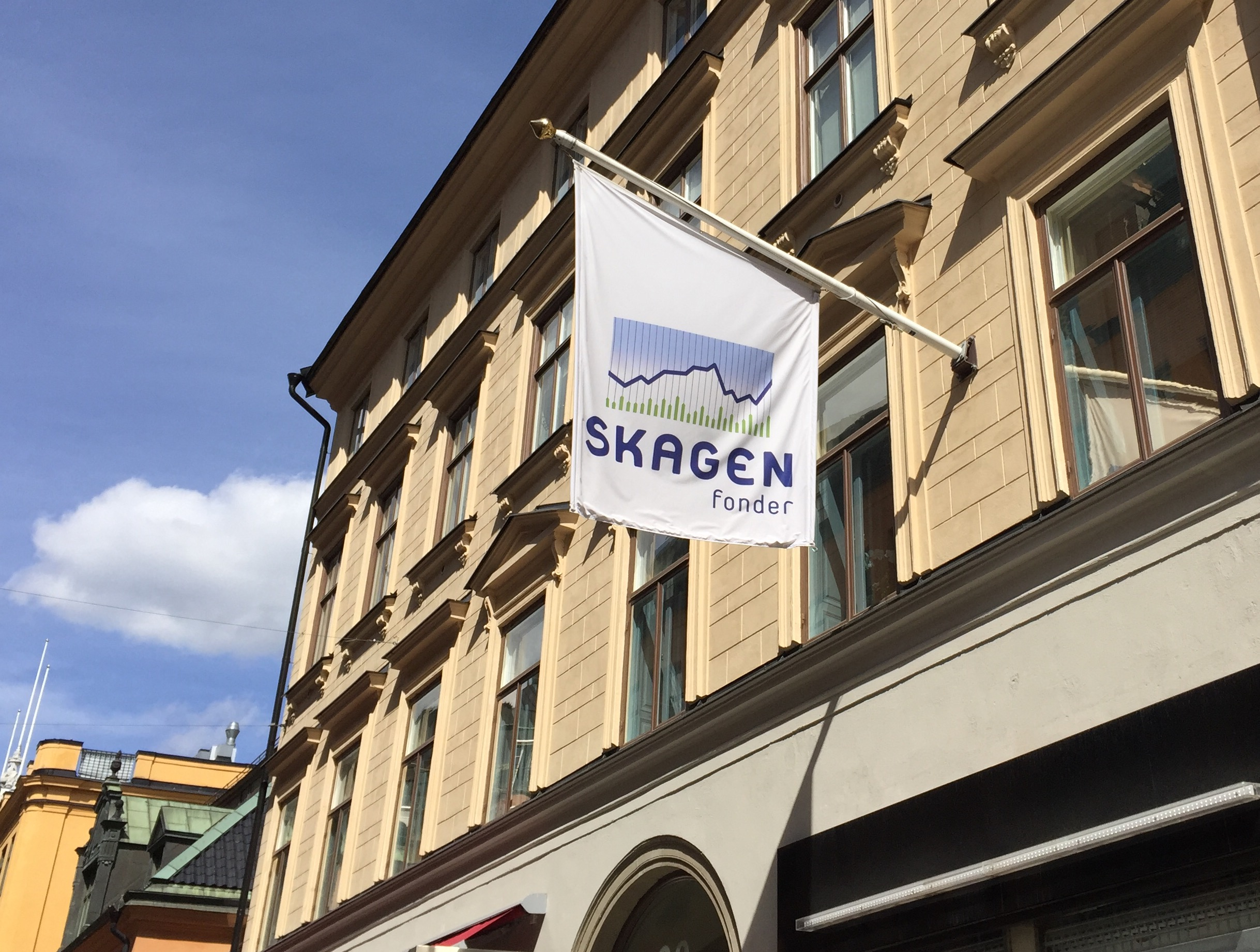
Skagen fonder

Skagen Fonder förvaltar aktie- och räntefonder. Företaget grundades i Stavanger 1993. Skagen Fonder upprättade en filial i Sverige med kontor i Stockholm sommaren 2004. Våren 2007 öppnade bolagets Göteborgskontor. SKAGEN Fonder är ett norskt, fristående fondbolag med inriktning på global förvaltning och tillväxtmarknader.